# Patryk Wajda
Patryk Wajda (* 20. Mai 1988 in Nowy Targ) ist ein polnischer Eishockeyspieler, der seit 2023 beim JKH GKS Jastrzębie in der Polska Hokej Liga unter Vertrag steht.  

## Karriere
Patryk Wajda begann seine Karriere in der Nachwuchsabteilung von Podhale Nowy Targ in seiner Geburtsstadt. Als 16-Jähriger wechselte er in die Nachwuchsakademie des polnischen Eishockeyverbandes, für dessen Mannschaften er von 2004 bis 2006 in der I liga, der zweiten polnischen Spielklasse, aktiv war. Im Laufe der Saison 2006/07 wechselte der Verteidiger zum KS Cracovia  aus der Ekstraliga. Mit seiner neuen Mannschaft gewann er in den Jahren 2008, 2009 und 2011 jeweils den polnischen Meistertitel. In der Saison 2010/11 nahm er zudem am All-Star Game der Ekstraliga teil. Im Sommer 2012 schloss er sich dem amtierenden Meister KH Sanok an, den er jedach nach nur einem Jahr wieder verließ, um zum Ekstraligaaufsteiger KTH Krynica zu wechseln. Als dieser gegen Jahresende 2013 in finanzielle Schwierigkeiten geriet, kehrte er nach Krakau zum KS Cracovia zurück, mit dem er den polnischen Eishockeypokal 2014 gewann. 2016 gewann er mit den Krakauern das Double aus Pokal und Meisterschaft und 2017 erneut die Meisterschaft. Nachdem er die Spielzeit 2018/19 in seiner Heimatstadt Nowy Targ verbracht hatte, spielte er von 2019 bis 2023 beim GKS Katowice. Mit den Oberschlesiern wurde er 2022 und 2023 erneut polnischer Meister. Anschließend schloss er sich dem JKH GKS Jastrzębie an. Er absolvierte bisher knapp 800 Spiele in der höchsten polnischen Spielklasse.

### International
Für Polen nahm Wajda im Juniorenbereich an den U18-Junioren-Weltmeisterschaften der Division I 2005 und 2006 sowie den U20-Junioren-Weltmeisterschaften der Division I 2007 und 2008 teil. 
Im Seniorenbereich stand er im Aufgebot seines Landes bei den Weltmeisterschaften der Division I 2010, 2011, 2012, als er die meisten Scorerpunkte eines Abwehrspielers erzielte, 2013, 2014, 2015, 2016, 2017, 2019, 2022 und 2023, als den Polen erstmals seit mehr als zwanzig Jahren der Aufstieg in die Top-Division gelang. Zudem vertrat er seine Farben bei den Olympiaqualifikationen für die Winterspiele in Pyeongchang 2018 und in Peking 2022.

## Erfolge und Auszeichnungen
- 2008 Polnischer Meister mit dem KS Cracovia
- 2009 Polnischer Meister mit dem KS Cracovia
- 2011 Polnischer Meister mit dem KS Cracovia
- 2011 Ekstraliga All-Star Game
- 2014 Polnischer Pokalsieger mit dem KS Cracovia
- 2016 Polnischer Meister und Pokalsieger mit dem KS Cracovia
- 2017 Polnischer Meister mit dem KS Cracovia
- 2022 Polnischer Meister mit dem GKS Katowice
- 2022 Polnischer Meister mit dem GKS Katowice

### International
- 2014 Aufstieg in die Division I, Gruppe A, bei der Weltmeisterschaft der Division I, Gruppe B
- 2022 Aufstieg in die Division I, Gruppe A, bei der Weltmeisterschaft der Division I, Gruppe B
- 2023 Aufstieg in die Top-Division bei der Weltmeisterschaft der Division I, Gruppe A

## Ekstraliga/PHL-Statistik
(Stand: Ende der Spielzeit 2022/23)